# ديليا بارودي

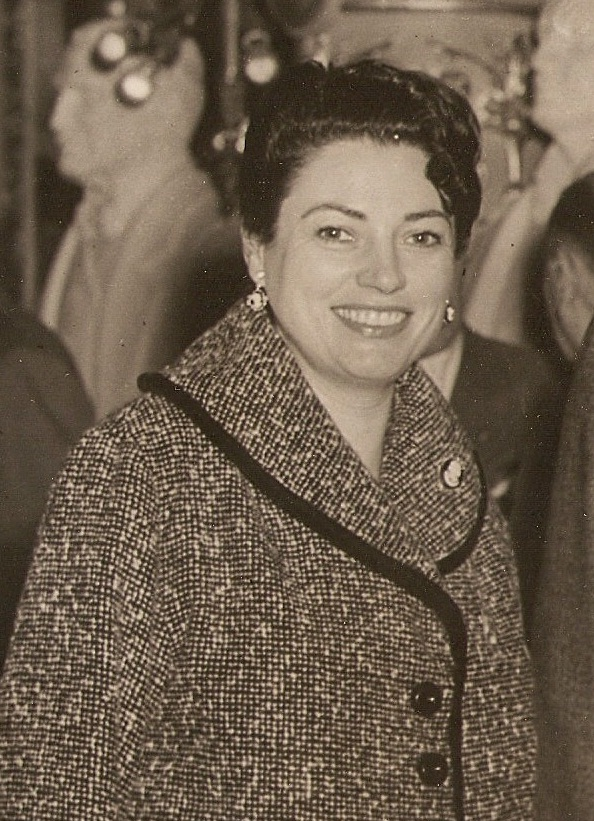
ديليا بارودي

ديليا دلفينا ديغليوميني (بالإنجليزية: Delia Delfina Degliuomini)‏ أو فقط ديليا بارودي (1913   - 1991) سياسية أرجنتينية و هي أول امرأة أرجنتينية تشغل منصبًا منتخبًا بارزًا.

## النشأة والحياة
ولدت ديليا دلفينا ديغليوميني لأبوين أرجنتينيين إيطاليين في إنجينيرو لويجي، وهي بلدة صغيرة في مقاطعة لا بامبا، في عام 1913.
انتقلت عائلتها إلى بوينس آيرس عام 1917 وعاشت في ظروفٍ ماديةٍ بسيطة، استطاعت أثناءها بارودي أن تحصل على التعليم الثانوي، لتلتقي بعد ذلك بفترةٍ قصيرة بزوجها خوان كارلوس بارودي.
كان الزوجان يديران شركةً صغيرة، وفي عام 1944 تم تعيين ديليا بارودي كمختصة في وزارة العمل، ساعد العقيد خوان بيرون بارودي بيرون في جهودها لجمع التبرعات بعد حادثة زلزال سان خوان المدمر عام 1944، بعد انتخاب بيرون للرئاسة عام 1946، تم نقل بارودي إلى مقاطعة سان لويس، حيث شاركت ككاتبة تعداد خلال مشروع تعداد السكان عام 1947. وقد أكسبتها تلك التجربة ترقيةً إلى وظيفة محقق شكاوى محلي في قسم لاس كانيتاس في باليرمو (وهو اليوم جناح فاخر في بوينس آيرس). 

## النشاط السياسي
سُنّ لها قانون حق المرأة في الاقتراع في الأرجنتين عام 1949 واتخذت بارودي مقعدًا في مجلس النواب الأرجنتيني عام 1951 كواحدة من أول 22 امرأة في الكونجرس . كانت أول امرأة تقوم بإلقاء خطاب رسمي في الكونجرس الأرجنتيني، وكانت نشطةً في مجال الملكية الفكرية وحقوق المستهلك، تم انتخابها رئيسةً فخرية لحزب النساء البيرونيات، ومثّلت بلادها في الاتحاد البرلماني الدولي.
في 25 أبريل 1953، تم انتخابها بالإجماع النائب الأول لرئيس الغرفة، لتصبح أول امرأة أرجنتينية تشغل منصبًا قياديًا منتخبًا ولا تزال حتى الآن أعلى امرأة شغلت منصبًا في تاريخ الكونجرس الأرجنتيني.

### السجن والمنفى
تم سجن بارودي والرئيس المنتخب حديثًا أرتورو فرونديزي في 19 أكتوبر 1955، بتهمة الإطاحة ببيرون، وظلت رهن الاعتقال حتى مارس 1958، بعد وقتٍ قصير من انتخاباتٍ لاحقة. تم العفو عن فرونديزي الذي حظي بقبولٍ لدى بيرون، وبقيت بارودي في المنفى في الأورغواي وانفصلت عن زوجها؛ عادت إلى الأرجنتين سراً لحضور جنازة زوجها وأُجبرت على الفرار بعد أن تعرفت عليها الشرطة. 
انتقلت بارودي إلى مدريد، حيث عاش بيرون منذ عام 1961، وساعدت في تنظيم عودة الزعيم المسن المخطط للأرجنتين في ديسمبر 1964. تم تنقلهما بإسمي: "Delia and Juan Sosa" وكانوا يحملون جوازات سفرٍ رياضية باراغواية ، إلا أنه اعتراضها هي و بيرون في ريو دي جانيرو من قبل المخابرات البرازيلية . 
وأدى ذلك الفشل الذريع إلى إصدار أمر اعتقال من الإنتربول ضدها واحتجازها في باريس. ومع ذلك بقيت على اتصال مع بيرون، وانضمت إلى الوفد المرافق له في 20 يونيو 1973 أثناء عودته إلى الأرجنتين، شاركت في العديد من المقابلات والندوات ونشرت سيرتها الذاتية. 

## الوفاة
توفيت بارودي في بوينس آيرس في 13 مايو 1991 عن عمر يناهز 78 عامًا. تم عرض النعش الخاص بها في قاعة الكونجرس للخطوات المفقودة، وتم تسمية غرفة المؤتمرات الصحفية الرئيسية لمجلس النواب على شرفها في عام 2003.  